# Ганвие
Ганвие (на френски: Ganvié) е населено място, разположено на брега на езеро Нукуе, северно от град Котону, Бенин.
Наричано е Африканската Венеция. Има хиляди дървени къщи, които са обитавани от около 30 хиляди души.
Това е най-голямото селище, разположено на брега на езеро в цяла Африка. Препитанието на населението идва от риболов, рибовъдство и туризъм.
Ганвие е основано през ХVІІІ век от група роби, наричани тофину, които по онова време са се приютявали в блатистата част на езерото, за да се скрият и избегнат смъртта си.
Включено е в Списъка на световното културно наследсво на ЮНЕСКО на 31 октомври 1996 г.